# Le Pont-de-Beauvoisin (Savoie)
Le Pont-de-Beauvoisin is een gemeente in het Franse departement Savoie (regio Auvergne-Rhône-Alpes). De plaats maakt deel uit van het arrondissement Chambéry. Le Pont-de-Beauvoisin is verbonden met een brug over de Guiers met de gelijknamige plaats in het departement Isère. De gemeente telde 2.106 inwoners op 1 januari 2022. Bij elkaar vormen de gemeenten een stadje met een centrumfunctie voor de omgeving met circa 6.000 inwoners.

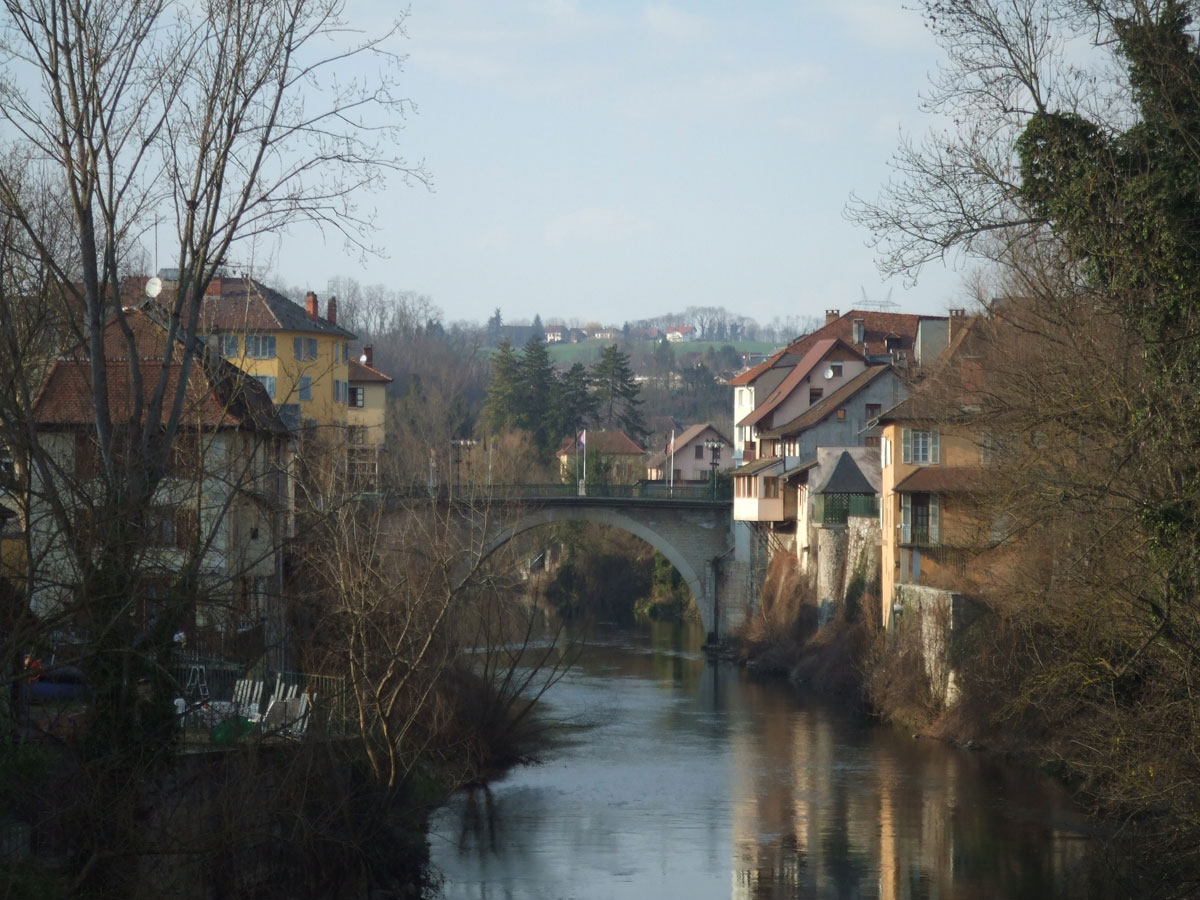
Brug over de Guiers tussen de departementen Isère en Savoie

## Geografie
De oppervlakte van Le Pont-de-Beauvoisin bedroeg op 1 januari 2022 1,83 vierkante kilometer; de bevolkingsdichtheid was toen 1.150,8 inwoners per km².

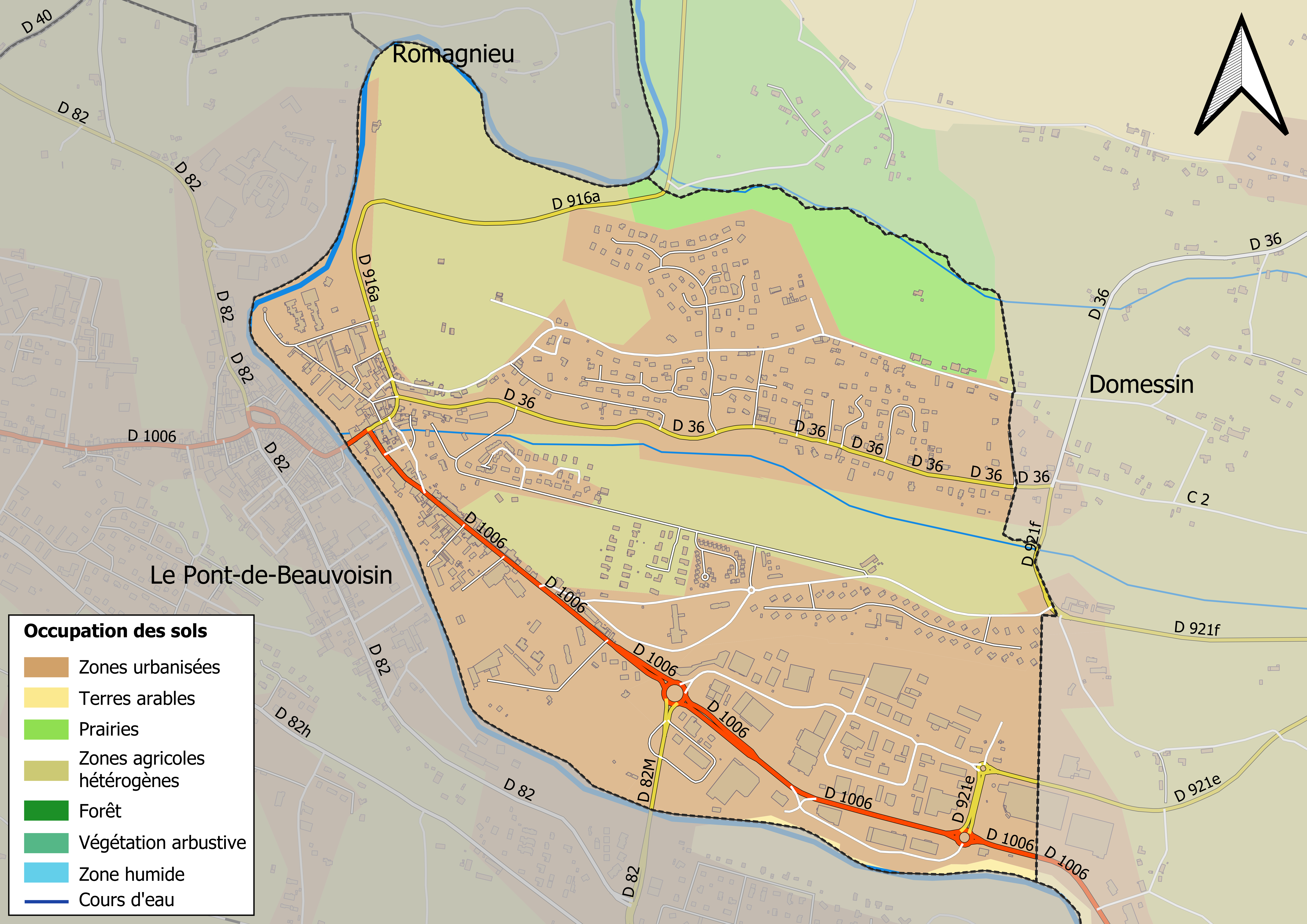
Kaart van de gemeente met de belangrijkste infrastructuur, bodemgebruik en omliggende gemeenten

## Demografie
Onderstaande figuur toont het verloop van het inwonertal (bron: INSEE-tellingen).